# Georges Fabre
Pour les articles homonymes, voir Fabre.
 (décembre 2019).
Si vous disposez d'ouvrages ou d'articles de référence ou si vous connaissez des sites web de qualité traitant du thème abordé ici, merci de compléter l'article en donnant les références utiles à sa vérifiabilité et en les liant à la section « Notes et références ».
Georges Fabre, né le 6 juin 1844 à Orléans et mort le 21 mai 1911 à Nîmes, est un ingénieur forestier français. Il est célèbre pour son action dans la création de l'observatoire du mont Aigoual et le reboisement du massif.

## Biographie
Polytechnicien, il entre en 1866 à l'école nationale forestière de Nancy et sort major de sa promotion en 1868. Garde général des Eaux et Forêts, à Dijon, puis à Mende de 1868 à 1875, il est ensuite nommé sous-inspecteur, puis inspecteur à Alès. Directeur du service des reboisements du Gard jusqu'en 1900, il consacrera la plus grande part de sa carrière au développement de la forêt du massif de l'Aigoual avec la collaboration de Charles Flahault et à la création de l'observatoire météorologique au sommet même. Nommé conservateur des Eaux et Forêts à Nîmes en 1900, il y demeurera jusqu'à sa retraite en 1909.
En 1905, il est élu membre de l'Académie de Nîmes au fauteuil laissé vacant par Léon Nadal.
Dans son poème « L'Aigoual », Émile Reinaud, maire de Nîmes, lui rend hommage :
[…]

Et désormais, si les montagnes se reboisent,

Si la terre verdit, si les fils s'entrecroisent,

Annonçant la pluie ou le froid,

Si de ce belvédère on suit les vents sonores,

Si l'on voit se former, grandir les météores,

À Fabre l'honneur en échoit.
— Émile Reinaud, Beautés des Causses et Cévennes : poésies régionales.

## Galerie

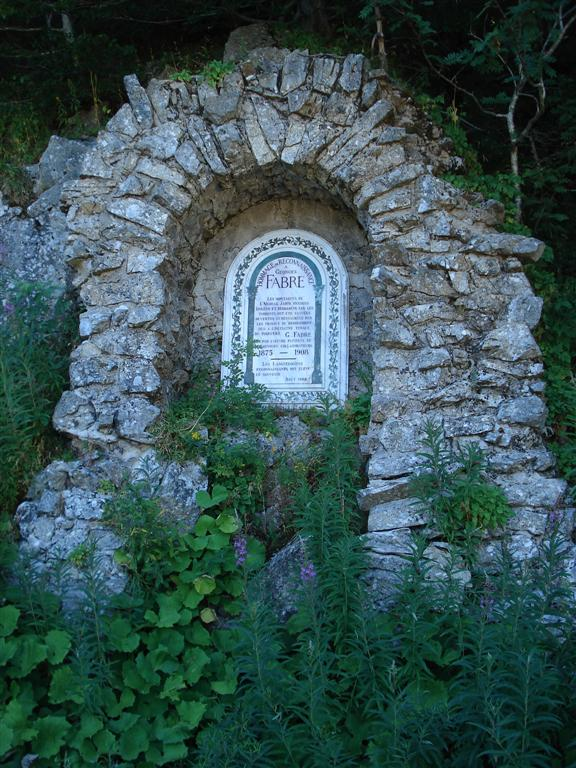
Stèle
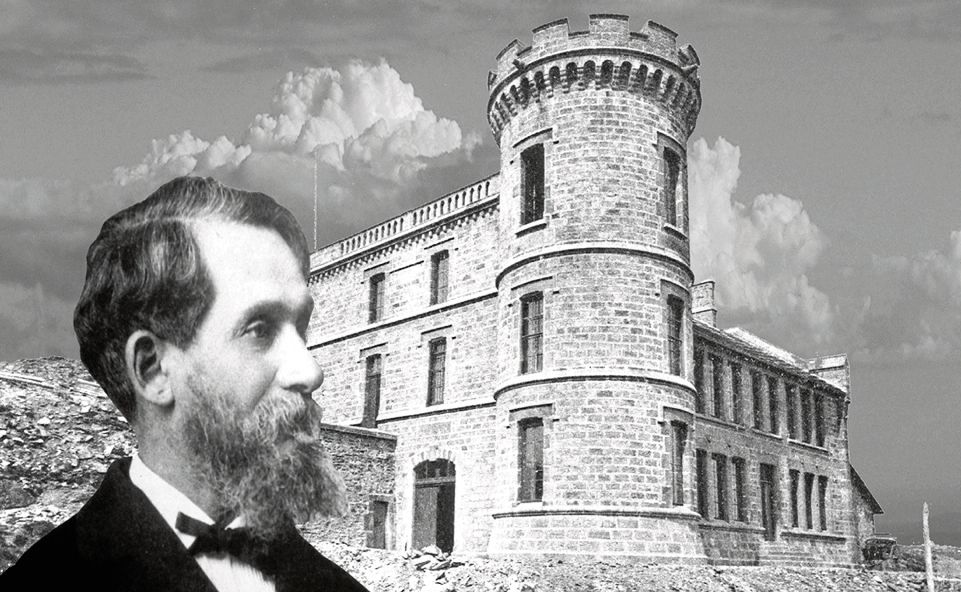
Timbre en hommage à Georges Fabre.
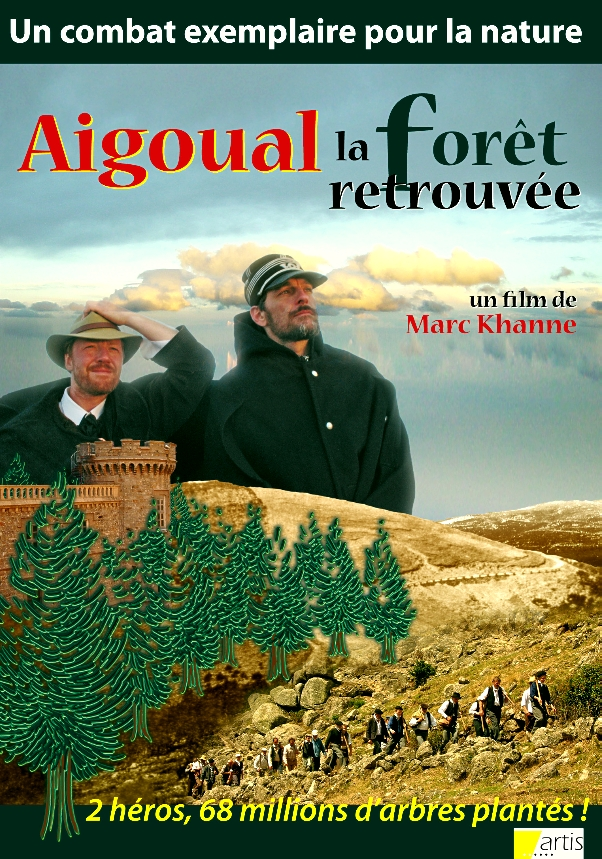
Film docu-fiction en hommage à Georges Fabre.